# Arachosia
Arachosia – rodzaj pająków z rodziny motaczowatych.
Rodzaj ten opisany został w 1882 roku przez Octaviusa Pickarda-Cambridge'a. Gatunkiem typowym jest A. anyphaenoides. 
Pająki o przypłaszczonym, częściowo białawo owłosionym ciele i wyposażonych w liczne scopulae odnóżach. Karapaks mają zwężony z przodu, z silnie odchylonym w przód tylnym rzędem oczu. Szczękoczułki mają 3 ząbki na przedniej i 2 lub 3 na tylnej krawędzi. Na opistosomie przetchlinki tchawkowe zlokalizowane w połowie długości między bruzdą epigastralną a kądziołkami. Przednio-boczna para kądziołków ma u nasady grube, sterczące szczecinki. Nogogłaszczki samca o dużym cymbium, cienkim embolusie ze spłaszczonym i słabo zesklerotyzowanym wyrostkiem nasadowym oraz pierwotnym konduktorze nieobecnym lub zredukowanym. Duży, zlany z przednio-grzbietową krawędzią tegulum konduktor wtórny ma głęboki kanalik wychodzący z nasady apofizy paramedialnej. Samicę charakteryzują smukłe i długie przewody kopulacyjne, otwory kopulacyjne położone w silnych wgłębieniach niedaleko bruzdy epigastrycznej oraz poprzeczna przednia kieszonka epigyne o kształcie litery M lub odwróconej litery U.
Motaczowate te zasiedlają Amerykę Południową, Środkową i południowo-zachodnie Stany Zjednoczone.
Należy tu 21 opisanych gatunków:
- Arachosia albiventris Mello-Leitão, 1922
- Arachosia anyphaenoides O. Pickard-Cambridge, 1882
- Arachosia arachosia Mello-Leitão, 1922
- Arachosia avalosi Rubio & Ramírez, 2015
- Arachosia bergi (Simon, 1880)
- Arachosia bifasciata (Mello-Leitão, 1922)
- Arachosia carancho Rubio & Ramírez, 2015
- Arachosia cubana (Banks, 1909)
- Arachosia freiburgensis Keyserling, 1891
- Arachosia honesta Keyserling, 1891
- Arachosia kapiipeoi Rubio & Ramírez, 2015
- Arachosia magna Rubio & Ramírez, 2015
- Arachosia minensis (Mello-Leitão, 1926)
- Arachosia monserrate Rubio & Ramírez, 2015
- Arachosia oblonga (Keyserling, 1878)
- Arachosia pinhalito Rubio & Ramírez, 2015
- Arachosia praesignis (Keyserling, 1891)
- Arachosia proseni (Mello-Leitão, 1944)
- Arachosia puta O. Pickard-Cambridge, 1892
- Arachosia striata (Keyserling, 1891)
- Arachosia tungurahua Rubio & Ramírez, 2015